# J-Min
Oh Ji Min (en hangul, 오지민; Seúl, 27 de mayo de 1988), conocida por su nombre artístico J-Min (en hangul, 제이민; katakana: ジェイミン), es una cantante, compositora y actriz surcoreana, más activa en el mercado japonés desde el año 2007, y en el mercado coreano desde el año 2014. Pertenece a la línea de artistas de SM Entertainment en Corea del Sur y a EMI Records en Japón.

## Primeros años
J-Min nació como Oh Ji Min en Seúl, Corea del Sur. En 1998, J-Min ingresó como aprendiz a SM Entertainment, para luego debutar en 2007. Habla fluidamente coreano, japonés e inglés.

## Carrera musical

### 2007 - 2009: Debut japonés
El 12 de septiembre de 2007, J-Min lanza su primer mini álbum (EP) japonés titulado Korogaru Ringo (ころがる林檎)
El 16 de enero de 2008, J-Min regresa al mercado japonés con el lanzamiento de su segundo mini álbum titulado Dream On.. , nombrado así luego del lanzamiento de un sencillo, con el mismo nombre, el año anterior. Más tarde en ese año, específicamente el 19 de noviembre, J-Min lanza su primer álbum de estudio japonés titulado The Singer que consiste en un grupo de canciones lanzadas anteriormente por otros artistas, versionadas por la artista. 
El 27 de mayo de 2009, J-Min lanza su sencillo digital japonés "Change/One".

### 2012 - 2013: Bandas Sonoras, "If You Want" yHeart Theatre
En 2012, J-Min participó en bandas sonoras para varias series sur coreanas. El 30 de enero, ella lanza "Hello, Love" para Wild Romance de KBS 2TV. El 13 de abril, lanza "시공천 애" para God of War de MBC. El 27 de abril, lanza "Can't Say It" para The King 2 Hearts de MBC. El 2 de julio, lanza "Story" para Sent from Heaven de KBS 2TV. El 15 de agosto, lanza "Stand Up" para To The Beautiful You de SBS. El 11 de diciembre, lanza "Beautiful Days" para School 2013 de KBS 2TV. 
El 21 de noviembre de 2012, J-Min lanza otro sencillo digital en Japón titulado "If You Want"; mientras que el 13 de marzo de 2013, lanza su sencillo digital "Heart Theatre" para el mercado japonés.

### 2014:Cross The Bordery Debut Coreano
El 21 de enero de 2014, J-Min lanza su segundo álbum de estudio japonés titulado Cross The Border, con su sencillo principal "Sorry".
El 14 de febrero de 2014, J-Min lanza "Hero" como parte de la banda sonora para Miss Korea. 
J-Min empezó a promocionar "Hoo" el 19 de junio, a través del programa musical M! Countdown de Mnet. El 20 de junio en Music Bank de KBS. El 21 de junio en Music Core de MBC. Y el 22 de junio en Inkigayo de SBS, siendo ese mismo día el elegido para lanzar "Hoo" a través de los sitios de descarga musical en línea en Corea del Sur. El 24 de junio, J-Min revela el video musical para ese sencillo. "Hoo" es descrito como una balada acústica y como un re-arreglo de "Hero", sencillo previamente lanzado. 
El 15 de julio de 2014, J-Min lanza el video musical para "Shine", donde aparecen Titan y Hansol de SM Rookies. SM Entertainment revela el primer mini álbum coreano de J-Min el 18 de julio en sitios de descarga digital, mientras que el disco físico se lanzó el 21 de julio.

## Carrera actoral
En junio de 2012, se anunció oficialmente que J-Min ingresaría al musical de teatro Jack the Ripper para interpretar a Gloria. El musical fue puesto en escena desde el 1 de junio hasta el 17 de agosto de 2012 en el Chungmu Art Hall en Seúl.
En febrero de 2013, se anunció que J-Min interpretaría a Constance en el musical de teatro The Three Musketeers. El musical fue puesto en escena desde el 20 de febrero hasta el 21 de abril de 2013 en el Chungmu Art Hall en Seúl.
En 2015, J-Min obtuvo el rol principal como Vanessa en el musical In The Heights. Donde compartirá el personaje con la actriz Oh Soyeon. El musical será producido por SM C&C, subsidiaria de SM Entertainment y será puesto en escena desde el 4 de septiembre hasta el 22 de noviembre en Blue Square.

## Discografía
En Japonés
Álbum de Estudio
- 2008: The Singer
- 2014: Cross The Border

En Coreano
Mini Álbum
- 2014: Shine

## Giras y Conciertos
- 2008 - 2009: JAPAN Live Concert [J-Min Acoustic Live: The Singer]

SMTown
- SMTown Live '10 World Tour (2010–2011)
- SMTown Live World Tour III (2012–2013)
- SMTown Live World Tour IV (2014–presente)

## Filmografía
| Año  | Título               | Rol       |
| ---- | -------------------- | --------- |
| 2012 | Jack the Ripper      | Gloria    |
| 2013 | The Three Musketeers | Constance |
| 2015 | In the Heights       | Vanessa   |

### Programas de variedades
| Año  | Título                 | Notas                                    |
| ---- | ---------------------- | ---------------------------------------- |
| 2017 | I Can See Your Voice 4 | miembro del panel de detectives, ep. 7   |
| 2017 | King of Mask Singer    | participó como "I Am Forsythia", ep. 103 |